# Hagensche Wiek

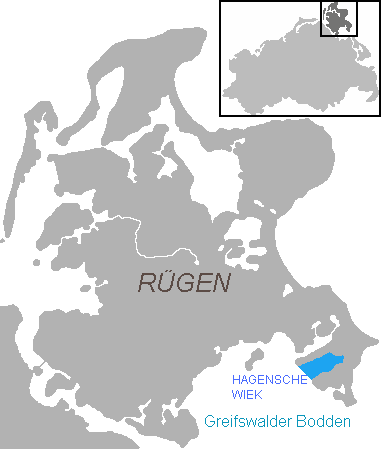
Lage der Hagenschen Wiek

Die Hagensche Wiek ist eine Bucht im Osten des Rügischen Boddens, die tief in die Halbinsel Mönchgut, den Südostzipfel Rügens, einschneidet.
Sie ist zirka fünf Kilometer lang, zweieinhalb Kilometer breit und öffnet sich in Richtung Südwesten zum Rügischen Bodden, dem Nordteil des Greifswalder Boddens. Im Norden wird die Hagensche Wiek durch die schmale, langgestreckte Halbinsel Reddevitzer Höft, im Süden durch das „eigentliche“ Mönchgut mit den bis zu 66 m hohen Zickerschen Bergen begrenzt. Im Osten nähert sich die Wiek unweit des Middelhagener Ortsteils Lobbe bis auf 1000 Meter der offenen Ostsee.
|  |  |

An der Hagenschen Wiek liegen die Gemeinden Gager und Middelhagen mit den Ortsteilen Alt Reddevitz und Mariendorf. In Gager befindet sich der einzige durch eine Mole geschützte Hafen der Bucht, der von Fischerei- und Sportbooten genutzt wird.

Panoramabild Hagensche Wiek von Alt Reddevitz aus

Die Bucht ist Bestandteil des Biosphärenreservates Südost-Rügen.